# جون غوردون (سياسي)
جون غوردون (بالإنجليزية: John Brown Gordon )‏ (و. 1832 – 1904 م) هو سياسي أمريكي، ولد في مقاطعة أبسون، كان عضوًا في الحزب الديمقراطي الأمريكي، ويحمل رتبة عسكرية لواء، توفي في ميامي، عن عمر يناهز 72 عاماً.

## مناصب
تولى منصب عضو مجلس الشيوخ الأمريكي (4 مارس 1891–3 مارس 1897)، وحاكم جورجيا ‏ (9 نوفمبر 1886–8 نوفمبر 1890)، وعضو مجلس الشيوخ الأمريكي (4 مارس 1873–26 مايو 1880).

## الخدمة العسكرية
خدم في جيش الولايات الكونفدرالية.
| المناصب السياسية              | المناصب السياسية                                    | المناصب السياسية         |
| ----------------------------- | --------------------------------------------------- | ------------------------ |
| سبقه جوزيف ايمرسون براون      | عضو مجلس الشيوخ الأمريكي 4 مارس 1891 - 3 مارس 1897  | تبعه ألكسندر كلاي        |
| سبقه Henry Dickerson McDaniel | حاكم جورجيا 9 نوفمبر 1886 - 8 نوفمبر 1890           | تبعه William J. Northen  |
| سبقه جوشوا هيل                | عضو مجلس الشيوخ الأمريكي 4 مارس 1873 - 26 مايو 1880 | تبعه جوزيف ايمرسون براون |

## روابط خارجية
- جون غوردون على موقع الموسوعة البريطانية (الإنجليزية)